# Swetlana Wassiljewna Kljuka
Swetlana Wassiljewna Kljuka (russisch Светлана Васильевна Клюка; * 27. Dezember 1978 in Belogorsk) ist eine russische Mittelstreckenläuferin. 

## Leben
2003 erreichte sie bei den Weltmeisterschaften das Halbfinale über 800 Meter. Bei der Sommer-Universiade 2005 in Izmir gewann sie Gold. Ein Jahr später bei den Europameisterschaften 2006 gewann sie Silber. 2008 stellte sie mit 1:56,64 min ihre persönliche Bestleistung auf. Kurz danach verpasste sie bei den Olympischen Sommerspielen nur knapp die Medaillenränge und wurde hinter Pamela Jelimo, Janeth Jepkosgei und Hasna Benhassi am Ende Vierte. Ein Jahr später startete sie bei den Weltmeisterschaften in Berlin. Dort schied sie über 800 Meter bereits als fünfte im Halbfinale aus. Auch bei den Europameisterschaften 2010 in Barcelona konnte sie sich nicht durchsetzen und wurde Achte.
Im Juli 2012 wurde Swetlana Kljuka wegen auffälliger Blutwerte, die auf Doping schließen lassen, vom russischen Leichtathletikverband rückwirkend ab Februar für zwei Jahre gesperrt. Alle Ergebnisse ab August 2009, darunter der achte Platz der Europameisterschaften 2010, wurden gestrichen. Die IAAF sperrte sie bis zum 9. Februar 2014.

## Bestzeiten
- 400 Meter: 53,12 s, 11. Juni 2008, Moskau
- 800 Meter: 1:56,64 min, 18. Juli 2008, Kasan
- 1000 Meter: 2:38,02 min, 9. September 2008, Zagreb